# Locris nigroscutellata
Locris nigroscutellata is een halfvleugelig insect uit de familie schuimcicaden (Cercopidae). De wetenschappelijke naam van deze soort is voor het eerst geldig gepubliceerd in 1936 door Jacobi.